# Варшава-Західна
Варшава-Західна (пол. Warszawa Zachodnia ) — пасажирська вузлова залізнична станція та третій за величиною залізничний вокзал Варшави. Неподалік станції знаходиться автовокзал «Варшава-Західна» (пол. Dworzec autobusowy Warszawa Zachodnia).

## Історія
Перша станція на цьому місці була збудована у 1919 році та перебудована у 1936 році, проте варто звернути увагу, що на той час не було власне будівлі вокзалу, його будівництву спочатку завадила Друга світова війна, а потім важкі післявоєнні часи, оскільки, окрім Варшави-Західної влада міста мусила збудувати всі вокзали з нуля. Лише у 1970-х роках з'явилася можливість побудови підземних переходів під станцією та «тимчасової» будівлі вокзалу з північної сторони.
У 1980 році з південної частини була збудована автостанція «ПКС Варшава-Заходня»
Попри те, що Західний вокзал (пол. Dworzec Zachodni) є однією з основних станцій у Варшаві, дуже мало робиться для його розвитку.
З північної сторони, від вулиці Тунелевої, давно вже існує ділянка для будівництва нового будинку вокзалу, але коли це буде втілено в життя все ще невідомо.
З різних причин Варшава-Заходня є єдиним з трьох центральних вокзалів у Варшаві, який з нагоди Євро 2012 не був ані реконструйований повністю, як Варшава-Східна, ані змінений всередині, як Варшава-Центральна.
Через Варшаву-Заходню проходять 2 лінії SKM та WKD.
Станція Варшава-Воля, побудована у 1980-х за 250 м від станції Варшава-Західна. 20 травня 2012 року була приєднана до станції Варшава-Західна і отримала однойменну назву. Станція має 8 платформ та є кінцевою для поїздів з Дзялдово, Насельська, Цеханува.

## Галерея

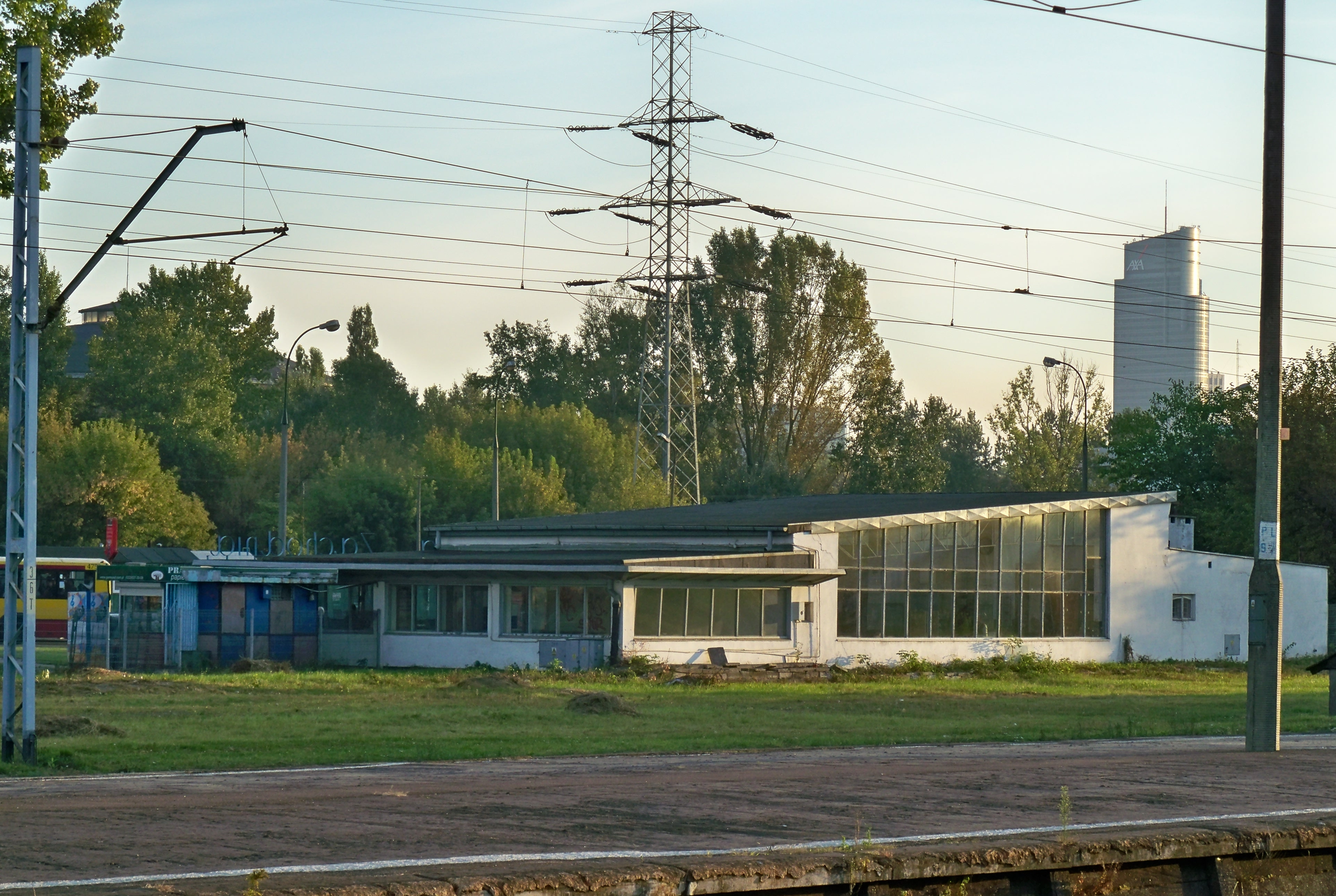
«Тимчасова» будівля, збудована у 1970-х роках
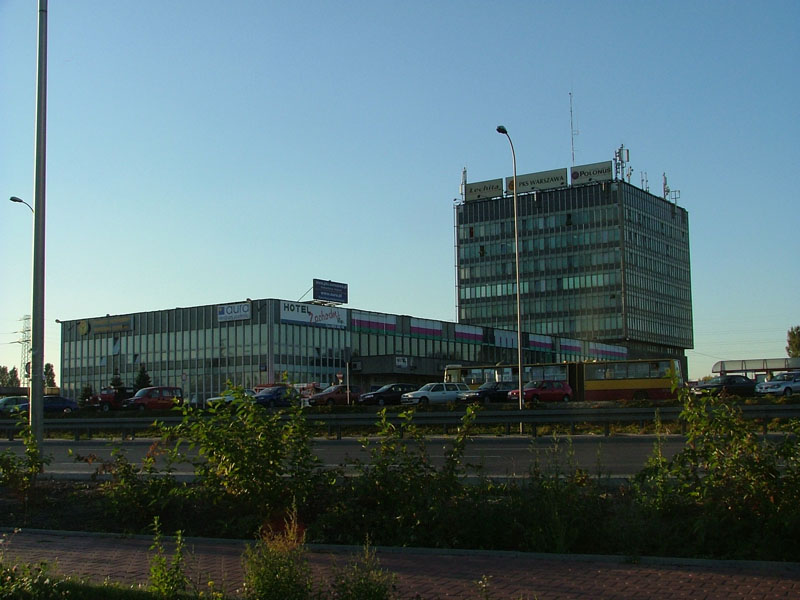
Автостанція «ПКС Варшава-Західна»
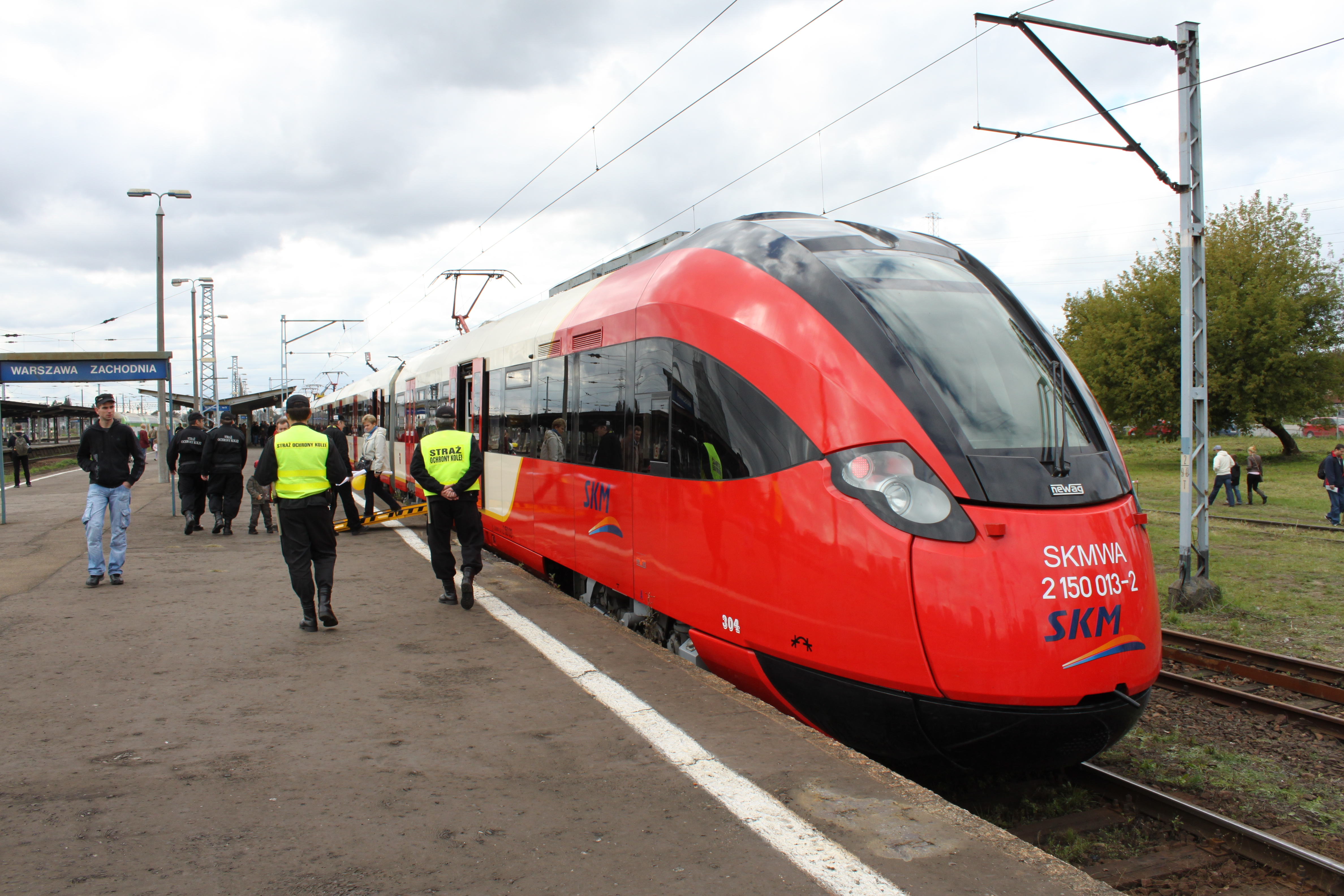
Поїзд SKM на станції Варшава-Західна